# Ferrovie Nose
Le Ferrovie Elettriche Nose (能勢電鉄?, Nose Dentetsu), spesso abbreviate come Nose Railway o Noseden (能勢電?), sono una compagnia ferroviaria privata giapponese con sede a Kawanishi, nella prefettura di Hyōgo che collegano la zona montagnosa di Nose, a Osaka, con la stazione di Kawanishi-Noseguchi e quindi con la linea principale Hankyū Takarazuka e Osaka.
Le Ferrovie Nose sono completamente controllate dalle Ferrovie Hankyū. Durante l'ora di punta, un treno speciale, l'Espresso Limitato Nissei, parte dalla stazione di Nissei Chūō e la collega alla stazione di Umeda a Osaka, mentre la sera compie il viaggio di ritorno. 
La compagnia utilizza elettrotreni di seconda mano proveniente dalle Ferrovie Hankyū. Le serie 1500, 1700 e 3100 non sono altro che le carrozze originarie Hankyu delle serie 2100, 2000 e 3100.

## Linee e stazioni

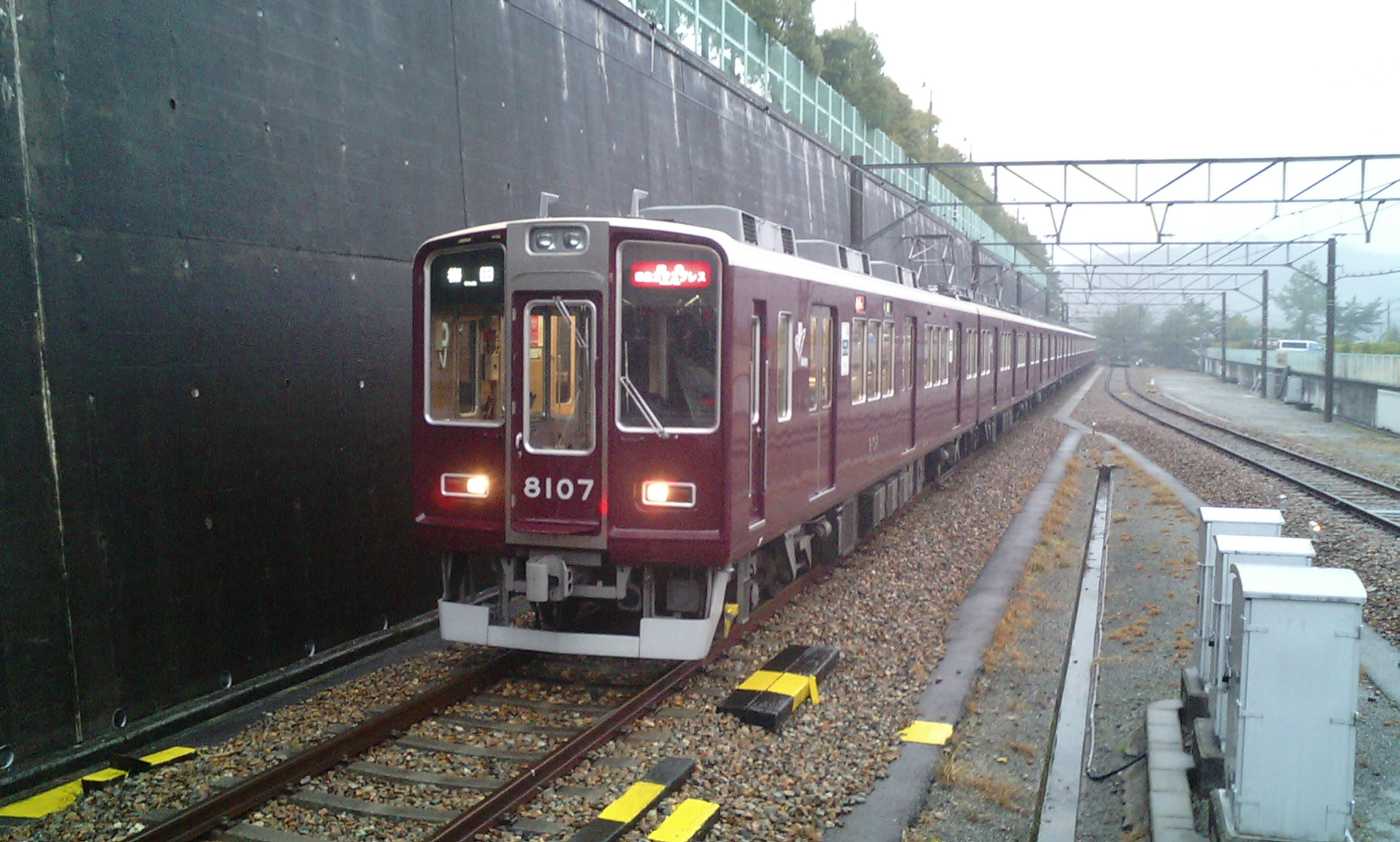
Un treno in servizio "Nissei Express"

Le ferrovie Nose dispongono di due linee a scartamento ordinario di 1453 mm.
- Linea Myōken (Kawanishi-Noseguchi - Myōkenguchi)
- Linea Nissei (Yamashita - Nissei Chūō)

La prima è la linea principale, mentre la seconda si distacca presso la stazione di Yamashita.
Oltre alle due linee, la compagnia gestisce anche la funicolare Myōken e la seggiovia Myōken.